# Recopa Sudamericana 1994
De Recopa Sudamericana 1994  was de 6e editie van de Zuid-Amerikaanse supercup die jaarlijks gespeeld wordt in het Zuid-Amerikaanse voetbal tussen de winnaars van CONMEBOL competities Copa Libertadores en Supercopa Sudamericana.

## Gekwalificeerde teams
| Team      | Kwalificatie                                                  | Vorige deelnames |
| --------- | ------------------------------------------------------------- | ---------------- |
| São Paulo | Winnaar Copa Libertadores 1992 en Supercopa Sudamericana 1992 | 1993             |
| Botafogo  | Winnaar Copa COMMEBOL 1993                                    | 1992             |

## Wedstrijdinfo
|              |                                       |          |                           |                                                                       |
| 3 april 1994 | São Paulo                             | 3 – 1    | Botafogo                  | Universiade Memorial Stadium, Kobe Scheidsrechter: Juan Escobar (PAR) |
| 3 april 1994 | Leonardo 12' Guilherme 73' Euller 87' | (Report) | 68' (pen.) Roberto Cavalo | Universiade Memorial Stadium, Kobe Scheidsrechter: Juan Escobar (PAR) |

1989 · 1990 · 1991 · 1992 · 1993 · 1994 · 1995 · 1996 · 1997 · 1998 · 1999 · 2000 · 2001 · 2002 · 2003 · 2004 · 2005 · 2006 · 2007 · 2008 · 2009 · 2010 · 2011 · 2012 · 2013 · 2014 · 2015 · 2016 · 2017 · 2018 · 2019 · 2020 · 2021 · 2022